# 帕拉米約國家自然公園
帕拉米約國家自然公園（西班牙語：Parque nacional natural Paramillo），是哥倫比亞的國家公園，位於該國北部安蒂奧基亞省和科爾多瓦省，成立於1977年，面積4,600平方公里。